# Eisbrecher

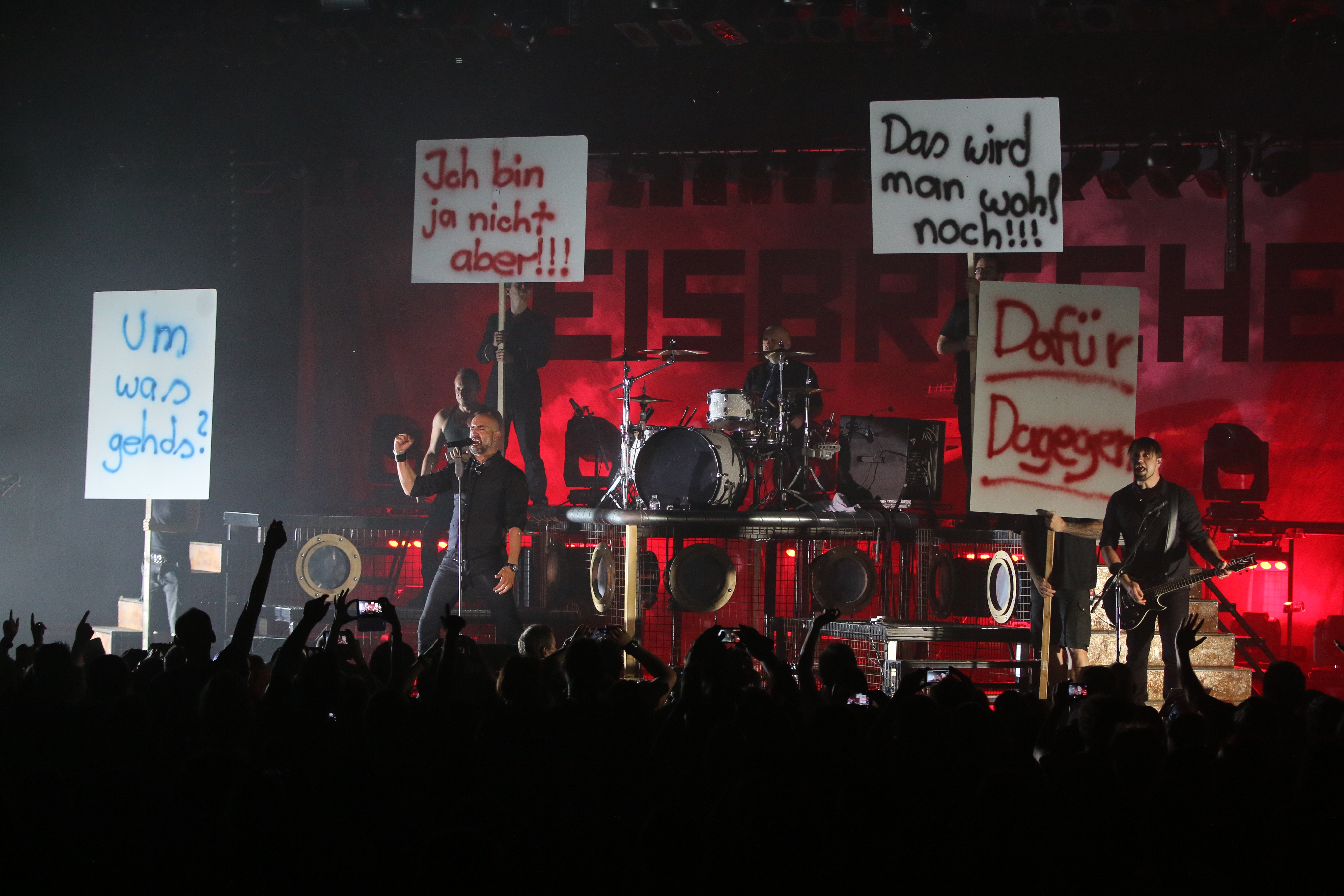
Zelt-Musik-Festival em 2016 Freiburg, Alemanha

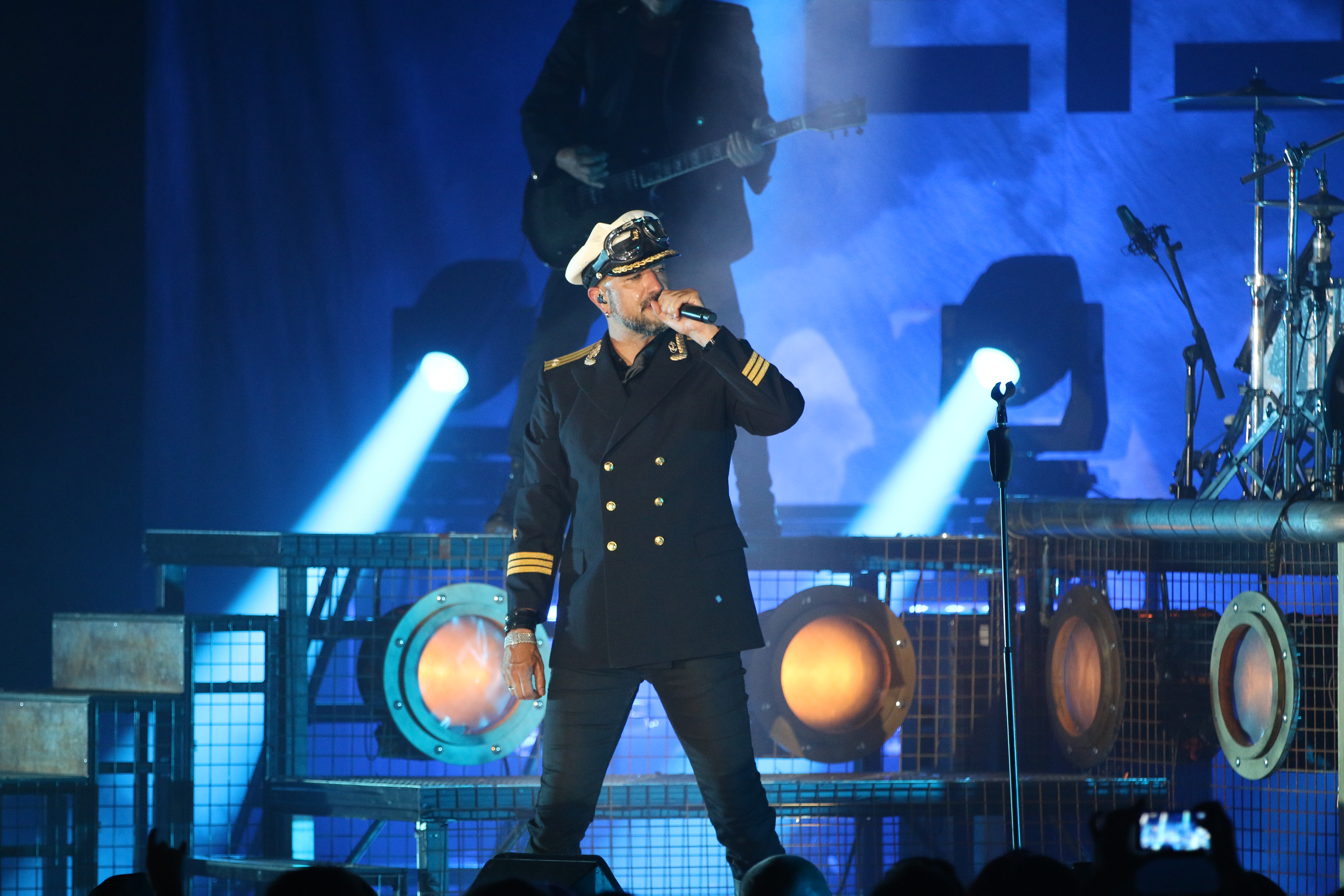
Zelt-Musik-Festival em 2016

Eisbrecher é uma banda alemã de metal industrial e Neue Deutsche Härte. Seus membros atuais são: Alexx Wesselsky (vocais), Jürgen Plangger (Guitarra), Marc Richter (Guitarra), Rupert Keplinger (Baixo) e Achim Färber (bateria/Percussão).

## História

### Os primeiros 10 anos (2003-2013)
Depois de sair do Megaherz devido à diferenças criadas em 2003, Alexx Wesselsky juntou-se com Noel Pix, que compôs os sintéticos e programação para os álbuns "Kopfschuss" e "Himmelfahrt" do Megaherz e fundou o Eisbrecher, que é a ideia de duas combinações de ideias musicais, conceitos e gostos.
O nome da banda traduzindo do Alemão significa "Quebra-Gelo" (referência a um tipo de embarcação). As letras da banda frequentemente incluem termos de gelo e navegação. Os membros da banda costumam se vestir de marinheiro e usar roupas militares em seus concertos.
Enquanto o auto-intitulado álbum de estreia Eisbrecher tem um estilo mais eletrônico, seu sucessor, "Antikörper", é de longe mais pesado, tendo um estilo metálico. Porém, a banda mantém-se fiel à suas raízes, e a semelhança entre os primeiros álbuns não é completamente irreconhecível, assegurando a identidade do grupo que permanece firmemente ligado ao gênero de metal industrial.
No dia 22 de agosto de 2008, a banda lança seu terceiro álbum, Sünde.
No dia 16 de abril de 2010, a banda lançou seu quarto álbum de estúdio, Eiszeit. Nesse período a banda foi convidada a dar suporte para a turnê do Alice Cooper.
No dia 3 de fevereiro de 2012, a banda lançou seu quinto álbum de estúdio, Die Hölle Muss Warten.
Em novembro de 2013, foi lançado o single 10 Jahre Eisbrecher, em comemoração aos 10 anos da banda.

### Schock, Sturmfahrt,Volle Kraft Voraus Festivale os 15 anos da banda (2015-2018)
No dia 23 de janeiro de 2015, a banda lançou seu sexto álbum de estúdio, Schock.
Em 27 de março de 2015, foi anunciado que a banda faria um show exclusivo em junho para a gravação do primeiro DVD ao vivo da banda. O show foi realizado no dia 3 de junho de 2015.
A banda anunciou seu primeiro álbum ao vivo intitulado Schock Live, lançado no dia 25 de setembro de 2015.
No dia 22 de janeiro de 2016, a banda anunciou que seu álbum Die Hölle Muss Warten alcançou a marca de 100.000 álbuns vendidos e ganhou ouro. Para comemorar, a banda gravou uma música especialmente para essa ocasião que foi divulgada primeiramente na turnê Volle Kraft Voraus em março e abril. A banda distribuiu gratuitamente um CD personalizado em cor dourada com a nova música para cada um da platéia. "Wir sind Gold" é o nome da canção. No dia 19 de fevereiro de 2016 a banda disponibilizou 20 segundos da canção em um vídeo nas redes sociais.
Em fevereiro de 2016, a banda e alguns dos integrantes postaram várias fotos em suas redes sociais em que eles se encontravam no estúdio, já iniciando o processo de gravação de um novo álbum.
Em 11 de março de 2016, a banda lançou um box chamado Schock Touredition 2016, que contém 4 CDs, sendo a versão de estúdio de Schock, 2 CDs do álbum ao vivo "Schock Live" e o EP Volle Kraft Voraus.
No dia 11 de abril de 2016 a banda alcançou o status de 100.000 cópias vendidas e ganhou ouro no álbum Schock.
Em 4 de outubro de 2016, a banda anunciou seu novo álbum, Sturmfahrt, e anunciou também a turnê que passou por 5 países entre agosto e outubro de 2017.
Em 9 de junho de 2017, a banda anunciou o primeiro single do álbum Sturmfahrt, "Was ist hier los?", que foi lançado no dia 23 de junho.
Em junho de 2017, a banda anunciou a primeira edição do "Volle Kraft Voraus Festival", evento organizado pela própria banda e a sua produtora e contou com a participação das bandas Unzucht, And Then She Came, Welle: Erdball e Lord of the Lost. A primeira edição do festival aconteceu no dia 8 de julho de 2017 em Neu-Ulm e a segunda edição do festival ocorreu em 8 de setembro de 2018 na mesma cidade, contando com as bandas Oomph!, Die Krupps, Stahlmann, Schöngeist e Zeromancer.
Em 18 de agosto de 2017, a banda lançou seu sétimo álbum, Sturmfahrt.
Após o lançamento de Sturmfahrt, a banda passou por diversos festivais durante 2017 e ao longo de 2018, até anunciar seu novo single, Das Gesetz em junho.
Em agosto, a banda anunciou sua nova coletânea Ewiges Eis em comemoração aos 15 anos da banda. O disco contém 38 canções, sendo uma inédita, reedições, faixas lançadas em edições limitadas, remixes e faixas dos primeiros trabalhos. 

### Schicksalsmelodien e Liebe macht Monster (2019-2022)
Desde 2019, a banda vinha divulgando fotos em seus perfis oficiais indicando estar trabalhando em um novo álbum de estúdio. Em novembro de 2019, a banda gravou um cover de "Stossgebet", do Powerwolf. O single foi lançado em maio de 2020 juntamente com um vídeo.
Em julho de 2020, a banda postou um vídeo em sua página oficial divulgando suas novas datas de turnê para 2021, devido à pandemia de COVID-19. Além dessa informação foram anunciados dois álbuns inéditos, o primeiro, "Schicksalsmelodien", que é um álbum de covers, lançado em 23 de outubro de 2020, e o segundo, "Liebe macht Monster", para 12 de março de 2021.
Em janeiro de 2021 foi anunciado o primeiro single e vídeo do novo álbum. "FAKK", com lançamento para 15 de janeiro.
Em fevereiro mais dois singles foram lançados. "Es lohnt sich nicht ein Mensch zu sein" e "Im Guten Im Bösen", este último, que tambem recebeu um videoclipe com a participação de Nina de Lianin, que já havia feito aparições no vídeo "Zwischen uns" e no ao vivo "Schock Live".
O álbum ainda conta com a participação de Dero Goi, vocalista das bandas Oomph! e Die Kreatur.

### 20 anos de formação e saída de Noel Pix (2023-atualmente)
Em 2023, a banda completou 20 anos de formação. Em 20 de fevereiro de 2024, a banda lançou um comunicado afirmando que Noel Pix estava deixando o projeto após pouco mais 20 anos. Segundo o comunicado, a decisão partiu do próprio músico que ainda irá continuar trabalhando com a banda nas futuras produções. Ainda segundo a nota, a decisão foi tomada sem conflitos ou desentendimentos entre os membros. No lugar de Pix, entrou Marc Richter. 

## Discografia
Álbuns
| Álbum                 | Data de Lançamento     | Certificações |
| --------------------- | ---------------------- | ------------- |
| Eisbrecher            | 26 de janeiro de 2004  | -             |
| Antikörper            | 20 de outubro de 2006  | -             |
| Sünde                 | 22 de agosto de 2008   | -             |
| Eiszeit               | 16 de abril de 2010    | -             |
| Die Hölle Muss Warten | 3 de fevereiro de 2012 | Ouro Duplo    |
| Schock                | 23 de janeiro de 2015  | Ouro          |
| Sturmfahrt            | 18 de agosto de 2017   | -             |
| Schicksalsmelodien    | 23 de outubro de 2020  | -             |
| Liebe macht Monster   | 12 de março de 2021    | -             |
| Kaltfront°!           | 12 de março de 2021    | -             |

Álbuns ao vivo
| Álbum       | Data de Lançamento     |
| ----------- | ---------------------- |
| Schock Live | 25 de setembro de 2015 |

Coletâneas
| Álbum                   | Data de Lançamento   |
| ----------------------- | -------------------- |
| Eiskalt                 | 29 de abril de 2011  |
| Zehn Jahre Kalt         | 11 de março de 2014  |
| Schock Touredition 2016 | 11 de março de 2016  |
| Ewiges Eis              | 5 de outubro de 2018 |

Singles
| Singles                                | Data de Lançamento      |
| -------------------------------------- | ----------------------- |
| Mein Blut                              | 16 de junho de 2003     |
| Fanatica                               | 22 de setembro de 2003  |
| Leider                                 | 14 de julho de 2006     |
| Leider/Vergissmeinnicht                | 22 de agosto de 2006    |
| Vergissmeinnicht                       | 25 de agosto de 2006    |
| Kann denn Liebe Sünde sein?            | 18 de julho de 2008     |
| Eiszeit                                | 19 de março de 2010     |
| Verrückt                               | 20 de janeiro de 2012   |
| Die Hölle Muss Warten                  | 30 de março de 2012     |
| 10 Jahre Eisbrecher                    | 29 de novembro de 2013  |
| Zwischen Uns                           | 8 de dezembro de 2014   |
| 1000 Narben                            | 9 de janeiro de 2015    |
| Rot Wie Die Liebe                      | 12 de junho de 2015     |
| Volle Kraft Voraus                     | 11 de março de 2016     |
| Wir sind Gold                          | 11 de março de 2016     |
| Was ist hier los?                      | 23 de junho de 2017     |
| Das Gesetz                             | 8 de junho de 2018      |
| Stossgebet                             | 21 de maio de 2020      |
| Skandal im Sperrbezirk                 | 18 de setembro de 2020  |
| Anna (Lassmichrein Lassmichraus)       | 7 de outubro de 2020    |
| Out of the Dark                        | 23 de outubro de 2020   |
| FAKK                                   | 15 de janeiro de 2021   |
| Es lohnt sich nicht ein Mensch zu sein | 10 de fevereiro de 2021 |
| Im Guten Im Bösen                      | 26 de fevereiro de 2021 |
| Tränen Lügen Nicht                     | 21 de novembro de 2024  |
| Everything is wunderbar                | 29 de novembro de 2024  |
| Kaltfront                              | 24 de janeiro de 2025   |
| Auf die Zunge (feat. Schattenmann)     | 28 de fevereiro de 2025 |

## Videografia
Videoclipes
- "Schwarze Witwe" (1ª versão) (Eisbrecher)
- "Schwarze Witwe" (Eisbrecher)
- "Willkommen in Nichts" (Eisbrecher)
- "Vergissmeinnicht" (Antikörper)
- "Eiszeit" (Eiszeit)
- "Verrückt" (Die Hölle Muss Warten)
- "Die Hölle muss warten" (Die Hölle Muss Warten)
- "Miststück 2012" (Die Hölle Muss Warten - Miststück Edition)
- "Zwischen Uns" (Schock)
- "Rot Wie Die Liebe" (Schock)
- "Volle Kraft Voraus" (ao vivo) (Schock Live)
- "Was ist hier los?" (Sturmfahrt)
- "Das Gesetz" (Lyric video - Sturmfahrt)
- "Stossgebet" (Schicksalsmelodien)
- "Skandal im Sperrbezirk (Schicksalsmelodien)
- "Out of the Dark" (Schicksalsmelodien)
- "FAKK" (Liebe macht Monster)
- "Im Guten Im Bösen" (Liebe macht Monster)
- "Tränen Lügen Nicht" (Single)
- "Everything is wunderbar" (Single)
- "Auf die Zunge (feat. Schattenmann)" (Single)